# Torneo de San Petersburgo 2018
El St. Petersburg Open 2018 fue un torneo de tenis perteneciente al ATP Tour 2018 en la categoría ATP World Tour 250. El torneo tuvo lugar en la ciudad de San Petersburgo (Rusia) desde el 17 hasta el 23 de septiembre de 2018 sobre canchas duras.

## Distribución de puntos
| Modalidad            | Campeón | Finalista | Semifinales | Cuartos de final | 2ª ronda | 1ª ronda | Clasificados | 2ª ronda de clasificación | 1ª ronda de clasificación |
| Individual masculino | 250     | 165       | 100         | 50               | 25       | 0        | 13           | 7                         | 0                         |
| Dobles masculino     | 250     | 150       | 90          | 45               | 20       | 0        | -            | -                         | -                         |

## Cabezas de serie

### Individuales masculino
| Tenista          | Ranking | Preclasificado |
| Dominic Thiem    | 8       | 1              |
| Fabio Fognini    | 13      | 2              |
| Marco Cecchinato | 22      | 3              |
| Karen Jachanov   | 25      | 4              |
| Roberto Bautista | 26      | 5              |
| Damir Džumhur    | 28      | 6              |
| Denis Shapovalov | 34      | 7              |
| Daniil Medvédev  | 35      | 8              |

- Ranking del 10 de septiembre de 2018.[2]

### Dobles masculino
| Tenista                        | Ranking | Preclasificados |
| Dominic Inglot Franko Škugor   | 62      | 1               |
| Julio Peralta Horacio Zeballos | 65      | 2               |
| Roman Jebavý Matwé Middelkoop  | 80      | 3               |
| Robert Lindstedt Rajeev Ram    | 98      | 4               |

## Campeones

### Individual masculino
Dominic Thiem venció a  Martin Kližan por 6-3, 6-1

### Dobles masculino
Matteo Berrettini /  Fabio Fognini vencieron a  Roman Jebavý /  Matwé Middelkoop por 7-6(8-6), 7-6(7-4)